# 内茜·佩特西奥
内茜·阿尔凯德·佩特西奥（1992年4月11日—），菲律宾女子拳击运动员，2014年世界女子拳击锦标赛57公斤级银牌得主、2019年世界女子拳击锦标赛57公斤级金牌得主、2020年夏季奥林匹克运动会女子57公斤级银牌得主、2024年夏季奥林匹克运动会女子57公斤级铜牌得主。